# Aleksandra Iefremova
Aleksandra Andreïevna Iefremova (en russe : Александра Андреевна Ефремова) est une ancienne joueuse de volley-ball russe née le 29 octobre 1987 à Tcherepovets. Elle mesure 1,74 m et jouait au poste de libero. 

## Clubs
| Club                   | De        | À         |
| ---------------------- | --------- | --------- |
| Severstal Tcherepovets | 2002-2003 | 2004-2005 |
| Iskra Samara           | 2005-2006 | 2006-2007 |
| Severstal Tcherepovets | 2007-2008 | 2008-2009 |
| Samorodok Khabarovsk   | 2009-2010 | 2010-2011 |
| Severstal Tcherepovets | 2011-2012 | 2011-2012 |
| Dinamo Kazan           | 2012-2013 | 2012-2013 |

## Palmarès
- Coupe de Russie
  - Vainqueur : 2012.
- Championnat de Russie
  - Vainqueur : 2013.